# Bushenyi (district)
Le district de Bushenyi est un district du sud-ouest de l'Ouganda. Sa capitale est Bushenyi.

## Économie
Les principales activités du district sont l'agriculture et l'élevage.